# Eustrotia extranea
Eustrotia extranea är en fjärilsart som beskrevs av Emilio Berio 1937. Eustrotia extranea ingår i släktet Eustrotia och familjen nattflyn. Inga underarter finns listade i Catalogue of Life.